# ۲۷ تیر
۲۷ تیر صد و بیستمین روز سال در گاه‌شماری خورشیدی است. به پایان سال ۲۴۵ روز (۲۴۶ روز در سال کبیسه) باقی‌است.

## رویدادها
- ۱۲۰۶ - پایان محاصره عباس‌آباد و تصرف عباس‌آباد
- ۱۳۴۱ - علی امینی از مقام نخست‌وزیری ایران استعفا داد
- ۱۳۶۷ - پذیرش قطعنامه ۵۹۸ شورای امنیت از سوی ایران[۱]

## زادروزها
- ۱۳۶۳ - محسن بیات، فوتبالیست
- ۱۳۷۱ - مهدی طارمی، فوتبالیست

## درگذشت‌ها
- ۱۲۷۵ - میرزا آقاخان کرمانی، از طرفداران جنبش مشروطه ایران و نویسنده
- ۱۲۷۵ - احمد روحی، از طرفداران جنبش مشروطه ایران و شاعر
- ۱۳۰۳ - رابرت ایمبری، معاون کنسول سفارت آمریکا در تهران
- ۱۳۷۱ - حسینعلی ملاح،‌ موسیقی‌دان
- ۱۳۸۶ - کارو دردریان، نویسنده و برادر ویگن
- ۱۳۸۹ - رضا سقایی، خواننده
- ۱۳۹۰ - روح‌الله داداشی، ورزشکار
- ۱۴۰۴ - همایون (بازیگر)، بازیگر
- ۱۴۰۴ - محمدناصر نیکبخت، سیاستمدار